# Paimensaari (ö i Norra Savolax)
Paimensaari är en ö i Finland. Den ligger i sjön Suvasvesi och i kommunen Tuusniemi i den ekonomiska regionen  Nordöstra Savolax ekonomiska region  och landskapet Norra Savolax, i den centrala delen av landet, 300 km nordost om huvudstaden Helsingfors. Öns area är 44,5 hektar och dess största längd är 1 kilometer i sydöst-nordvästlig riktning.